# Sárský plebiscit
Sárský plebiscit bylo referendum o územním statutu Sárského teritoria. Konalo se 13. ledna 1935. O osudu regionu hlasovalo celkem 540 000 lidí.
Po skončení první světové války bylo území Sárska (bohaté na ložiska uhlí) na základě versailleské smlouvy odděleno od území Německa a spravováno Francií (jako mandátní území Společnosti národů). Po 15 letech se mělo na území konat referendum o jeho dalším směřování. Voliči se v něm mohli vyjádřit zda by měl být zachován status quo, nebo zda si přejí opětovné připojení k Německu, nebo spojení s Francií. Více než 90 % se vyjádřilo pro připojení k Německu, což bylo v samotném Německu přivítáno velkými oslavami nacistické vlády. Připojení k Říši bylo završeno 1. března téhož roku a Sársko se tak stalo opět součástí Německa.
Po druhé světové válce bylo území Sárska opět odtržené od Německa a stalo se francouzským protektorátem. K Německu bylo opět přičleněno v roce 1955.

## Výsledky
| Možnost                 | Počet hlasů | %     |
| ----------------------- | ----------- | ----- |
| Sjednocení s Německem   | 477 089     | 90,73 |
| Status quo              | 46 613      | 8,87  |
| Sjednocení s Francií    | 2 124       | 0,40  |
| Neplatné hlasy          | 2 161       | -     |
| Celkem                  | 527 987     | 100   |
| Volební účast           | 539 542     | 97,99 |
| Zdroj: Direct Democracy |             |       |